# Wayne Thomas (football)
Pour les articles homonymes, voir Wayne Thomas et Thomas.
Wayne Thomas est un footballeur anglais né le 17 mai 1979 à Gloucester.

## Carrière
- 1995-2000 : Torquay United  Angleterre
- 2000-2005 : Stoke City  Angleterre
- 2005-2007 : Burnley  Angleterre
- 2007-2010 : Southampton  Angleterre
- 2010-2011 : Doncaster Rovers  Angleterre
- 2011-2012 : Atromitos  Grèce
- 2012-déc. 2012 : PAE Veria  Grèce
- depuis jan. 2013 : Luton Town  Angleterre
- depuis mars 2013 : Rochdale AFC  Angleterre (prêt)
- 2013-2014 : Tamworth FC  Angleterre
- depuis janvier 2014: Worcester City F.C.  Angleterre

Le 19 mai 2011, moins d'un an après son arrivée aux Doncaster Rovers, il est laissé libre après 18 matchs joués. En juiller 2011, il rejoint la Grèce et signe en faveur de l'Atromitos. L'année suivante, il reste en Grèce et signe en faveur du PAE Veria.
Le 18 octobre 2014, alors que le gardien titulaire de Worcester, José Veiga, est blessé, son remplaçant se blesse après 30 minutes de jeu, Wayne Thomas se porte alors volontaire pour occuper le poste. Il gardera sa cage inviolée pour une victoire 2-0 face à Harrogate.